# Anna Gołębiowska
Anna Gołębiowska – polska prawnik, kanonistka, doktor habilitowany nauk prawnych, profesor nadzwyczajny Politechniki Warszawskiej, specjalistka w zakresie prawa kanonicznego i prawa wyznaniowego.

## Życiorys
W 2006 na Wydziale Prawa Kanonicznego Uniwersytetu Kardynała Stefana Wyszyńskiego w Warszawie na podstawie rozprawy pt. Dowód z opinii biegłego sądowego w sprawach o nieważność małżeństwa z tytułów określonych w kan. 1095, nn1-3 kodeksu prawa kanonicznego z 1983 r. rozpatrywanych w Sądzie Metropolitalnym Warszawskim otrzymała stopień naukowy doktora nauk prawnych w zakresie prawa kanonicznego. Tam też w 2013 na podstawie dorobku naukowego oraz rozprawy pt. Prawo Kościoła katolickiego do środków społecznego przekazu w świetle prawa kanonicznego i prawa polskiego uzyskała stopień doktor habilitowanego nauk prawnych w dyscyplinie prawo kanoniczne. Została profesorem nadzwyczajnym Politechniki Warszawskiej i prodziekanem do spraw nauki Wydziału Administracji i Nauk Społecznych Politechniki Warszawskiej w kadencji 2016–2020.